# Jerzy Stadler
Jerzy Stadler ps. Tata (ur. 22 czerwca 1906 w Krakowie, zm. 8 lutego 1988 w Warszawie) – instruktor harcerski, twórca harcerskiego zespołu artystycznego „Kuźnica”, ekonomista.

## Życiorys
Przed II wojną światową instruktor harcerski i absolwent Wyższego Studium Handlowego w Krakowie. W 1944 drużynowy pierwszej odrodzonej drużyny w Mielcu. Po odrodzeniu harcerstwa w 1956 trafił do hufca Warszawa Praga, gdzie pełnił funkcję drużynowego 17 Warszawskiej Drużyny Harcerskiej, a potem krótko komendanta Szczepu 17 i 317 WDH. W 1958 otrzymał stopień przewodnika, w 1959 – podharcmistrza, w 1960 – harcmistrza, a w 1971 – harcmistrza PL. Pełnił wiele funkcji w hufcach praskich – m.in. zastępcy komendanta Hufca Praga Nowa (1959–1961), członka komendy Hufca Praga (1961), zastępcy komendanta hufca Praga-Północ (1963–1964) i członka komisji rewizyjnej hufca – oraz w Chorągwi Warszawskiej, był członkiem komisji instruktorskiej chorągwi (1965–1969), komisji rewizyjnej chorągwi (1969–1974). Był organizatorem ok. 30 obozów.

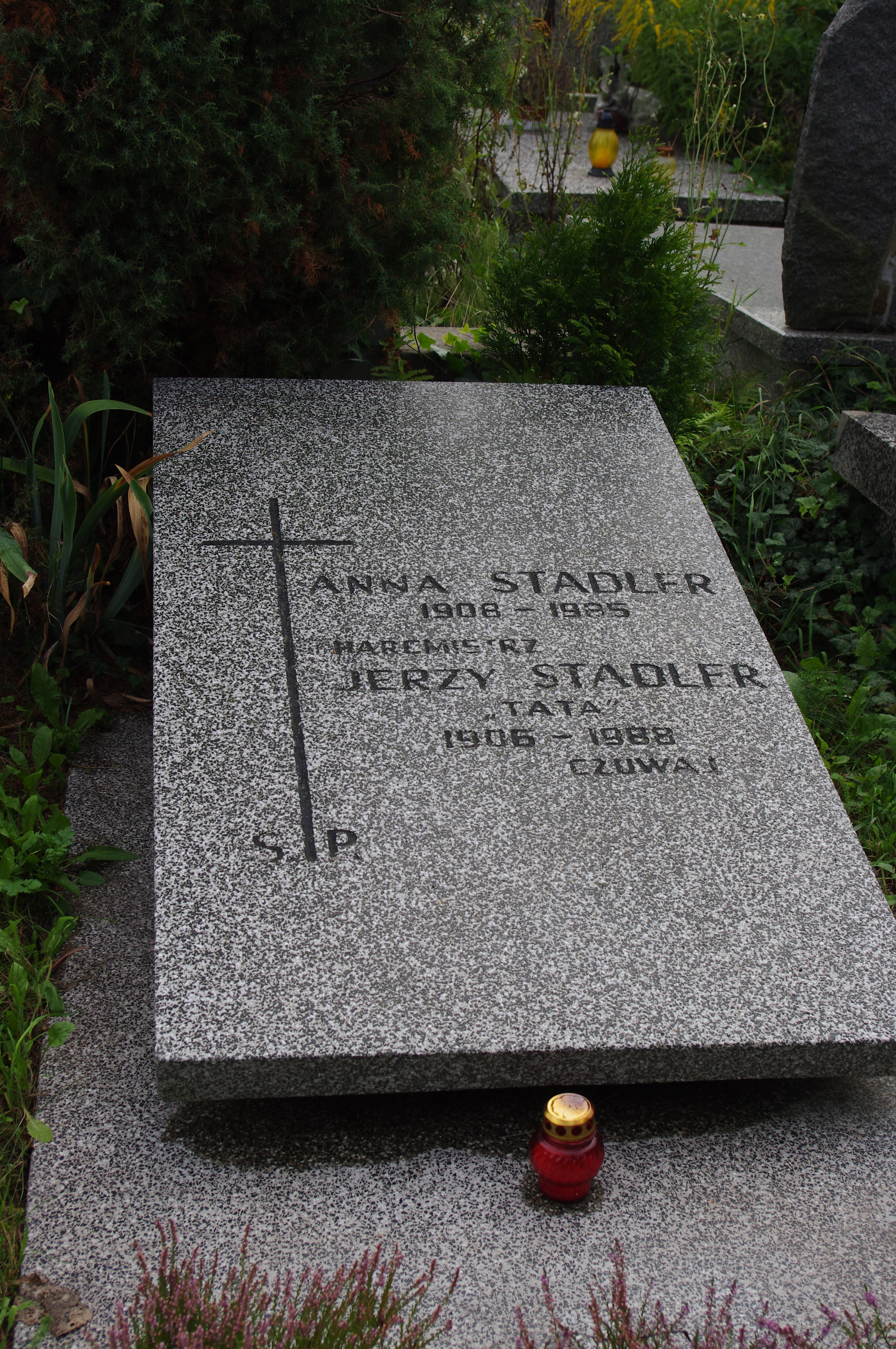
Grób Jerzego Stadlera na Cmentarzu Komunalnym Północnym w Warszawie

Po zimowisku harcerzy starszych z warszawskiej Pragi w 1958/1959 w Tatrach utworzył drużynę, która miała kultywować góralskie tradycje i rozwijać zamiłowania artystyczne, głównie muzyczne – 317 Warszawską Drużynę Harcerską „Kuźnica” im. Mieczysława Karłowicza. W połowie lat 60. z drużyny powstał Ośrodek Pracy Drużyn „Kuźnica”, skupiający kilka środowisk harcerskich Starej i Nowej Pragi (szczepy: 131 WDHiZ „Płomienie”, 300 WDHiZ „Pochodnia”, 219 WDHiZ, 140 WDSH oraz 353 WDH). W ośrodku działał Instruktorski Krąg Pracy i Młodzieżowy Krąg Instruktorski.
W 1970 MKI „Kuźnica” przekształcił się w Harcerski Zespół Artystyczny, działający przez cały czas pod kierownictwem Jerzego Stadlera. W połowie lat 70. zespół przeniósł się z hufca Warszawa Praga Północ do hufca Mokotów. Drużyna, a potem zespół przez wiele lat utrzymywał góralską obrzędowość, występował na festynach i imprezach artystycznych, grając i śpiewając.
Jerzy Stadler zawodowo pracował jako ekonomista, m.in.: w Zjednoczeniu Hut Szkła, Zjednoczeniu Budownictwa, Ministerstwie Budownictwa, Biurze Pełnomocnika Rządu ds. Deglomeracji i w Komisji Planowania przy Radzie Ministrów.
Jerzy Stadler spoczywa na Cmentarzu Północnym na Wólce Węglowej (kwatera W II 16-1-6).

## Odznaczenia
- Krzyż Kawalerski Orderu Odrodzenia Polski
- Złoty Krzyż Zasługi
- Srebrny Krzyż Zasługi
- Brązowy Krzyż Zasługi
- Złoty Krzyż „Za Zasługi dla ZHP”
- Srebrny Krzyż „Za Zasługi dla ZHP”
- Złota Honorowa Odznaka „Za Zasługi dla Warszawy”